# Charles Sobhraj
Hotchand Bhawnani Gurumukh Charles Sobhraj (Saigon, 6 aprile 1944) è un serial killer e truffatore francese che predò i turisti occidentali che viaggiavano sul sentiero hippie dell'Asia meridionale durante gli anni settanta. Era conosciuto come "The Bikini Killer" a causa dell'abbigliamento di molte delle sue vittime, così come "The splitting Killer" e "The Serpent", a causa della "sua abilità di serpente per evitare di essere scoperto dalle autorità".
Venne liberato dalle autorità nepalesi nel dicembre 2022.

## Biografia
Si pensa che Sobhraj abbia ucciso almeno 20 turisti nel sud e sud-est asiatico, tra cui 14 in Thailandia. Fu condannato e incarcerato in India dal 1976 al 1997. Dopo il suo rilascio, tornò a Parigi, dove diventò personaggio pubblico promuovendo le sue infamità. Sobhraj tornò poi in Nepal nel 2003, dove fu arrestato, processato e condannato all'ergastolo.
A differenza della maggior parte dei criminali violenti, Sobhraj non sembrava commettere i suoi omicidi per incontrollabili impulsi violenti profondi che molti serial killer provano. Mentre l'ipotesi che soffrisse di disturbo antisociale di personalità o di una forma di psicopatia è ampiamente accreditata, è stato anche suggerito che le sue azioni costituissero un sottoprodotto del suo stile di vita. Aveva infatti un intenso odio per gli hippy, e molti dei suoi omicidi riflettono questo atteggiamento.
Nel 2008 Sobhraj ha annunciato il suo fidanzamento con una donna nepalese, Nihita Biswas. L'autenticità della relazione della coppia è stata confermata in una lettera aperta del direttore d'orchestra americano David Woodard a The Himalayan Times. Descritto come "bello, affascinante e assolutamente senza scrupoli", usò il suo aspetto e la sua astuzia per far avanzare la sua carriera criminale e ottenere lo status di celebrità. Ha goduto della sua infamia, facendosi pagare grandi somme per interviste e diritti cinematografici. È stato oggetto di quattro biografie, tre documentari, un film indiano intitolato Main Aur Charles, e la serie drammatica in otto parti BBC/Netflix del 2021 The Serpent.